# 第54飛行隊
第54飛行隊（だい - ひこうたい、54 Squadron）は、イギリス空軍の部隊で、2008年の時点では予備飛行隊 (Reserve squadron) としてウォディントン空軍基地に配備されている。BAE ニムロッドとボーイング セントリーの搭乗員を養成することが役割として課せられている。

## 経緯
第一次世界大戦中、本国の防空任務を担うため、1916年5月5日にウェスト・ミッドランズのキャッスル・ブラミッチでRAF B.E.2やアブロ 504を装備する飛行隊として編成された。その後、戦闘機ソッピース パップを装備してフランスへ渡り、爆撃機の護衛や監視気球の攻撃などに従事した。大戦が終結する最後の月間にはソッピース キャメルで地上攻撃も行った。戦後、1919年にイギリスのイェイツバリー空軍基地 (RAF Yatesbury) に戻った。新隊編成の基幹部隊となった後、同年10月25日に解散した。
1930年1月15日にホーンチャーチ空軍基地 (RAF Hornchurch) で再編成され、装備機はシスキンであった。1939年3月にスピットファイア Mk.Iが部隊に到着するまで、ブルドッグ、ガントレット、グラディエーターの順で機種交換を行った。
第二次世界大戦勃発後、沿岸の警戒に従事した。部隊における初戦果は1940年2月13日で、偵察にきた敵機を撃墜している。5月下旬には、ダンケルク、カレーから撤退する大陸派遣軍の空中支援を実施した（ダイナモ作戦）。その後は、バトル・オブ・ブリテンに参加し、ロックフォード空軍基地 (Rochford) にある基地を衛星基地、代替飛行場にしていた。1940年9月にノース・ヨークシャーのキャットリック空軍基地 (RAF Catterick) の第41飛行隊と交替する形でキャットリック基地に移動し、スピットファイア Mk.IIへ機種転換を行った。その後もホーンチャーチ基地と行き来しつつ、5月にはMk.Vが装備された。
1941年11月にマン島のキャッスルタウン空軍基地へ移動して沿岸警戒を行い、1942年6月にはリンカンシャーのウェリンゴア空軍基地 (RAF Wellingore) に再び移動し、オーストラリアへの移動準備の後、6月19日にイギリスを発った。当初はニューサウスウェールズ州やニューサウスウェールズ州に配備されていたが、後にはダーウィンのパラップ飛行場やリビングストン飛行場にも配備され、日本軍機と交戦した（日本のオーストラリア空襲）。コードレターはKLであったが、オーストラリア派遣時はDLが使用された。戦後の1945年10月31日にメルボルンで解散した。
1946年11月15日にチルボルトン空軍基地 (RAF Chilbolton) に配備されていた第183飛行隊が第54飛行隊へと改称した。戦闘爆撃機のテンペストを装備していたが、海外派遣へ向けて約1年の間、訓練に明け暮れた。その後、ジェット戦闘機のバンパイアを受け取り、オディハム空軍基地 (RAF Odiham) へと移動した。1948年7月には6機のバンパイアが初のジェット機による大西洋横断に成功した。
1955年、ホーカー ハンターへの機種転換後、地上攻撃の任務に切り替わり、第38飛行連隊の攻勢打撃飛行団に所属して世界各地の紛争地域に展開した。1959年にはイギリスに戻り、1969年9月1日にウェスト・レインハム空軍基地 (RAF West Raynham) で一時的に解散した。間もなくカーニングスビー空軍基地 (RAF Coningsby) で再編され、ファントム、次いでジャギュアを装備した。近年に見られるいくつかの紛争で、イラク北部やバルカン半島などにも派遣された。ジャギュアの後継機であるユーロファイターの登場に備え、コルティシャル空軍基地 (RAF Coltishall) で2005年3月11日に第54飛行隊は解散した。
2005年9月1日、ウォディントン空軍基地にて第54予備飛行隊として再編された。イギリス空軍でISTARの装備を持っているニムロッドやセントリーの搭乗員を訓練し、配備を予定しているレイセオン センチネル向けの訓練も行っている。

## 装備機

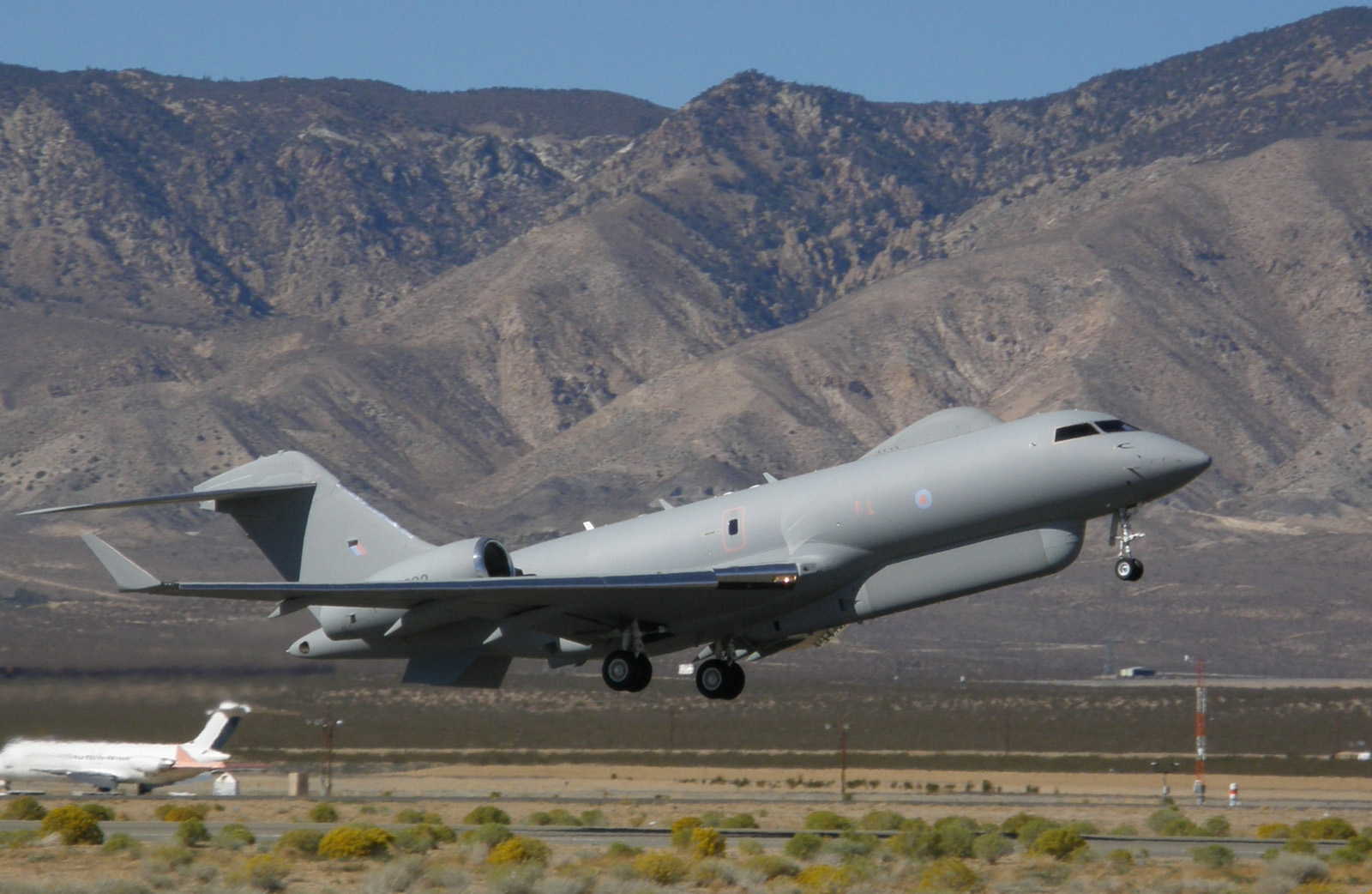
テストパイロット学校のセンチネル

第一次世界大戦時
- RAF B.E.2
- RAF B.E.12（英語版）
- アブロ 504
- ブリストル スカウト
- ソッピース パップ
- ソッピース キャメル

1930年以降
- アームストロング・ホイットワース シスキン（英語版） 1930年
- ブリストル ブルドッグ 1930年 - 1936年
- グロスター ガントレット（英語版） 1936年 - 1937年
- グロスター グラディエーター 1937年 - 1941年
- スーパーマリン スピットファイア 1939年 - 1945年

再編成
- ホーカー テンペスト 1946年
- デ・ハビランド バンパイア 1946年 - 1952年
- グロスター ミーティア 1952年 - 1955年
- ホーカー ハンター 1955年 - 1969年
- マクドネル・ダグラス ファントム 1969年 - 1974年
- SEPECAT ジャギュア 1974年 - 2005年
- BAE ニムロッド 2005年 -
- ボーイング セントリー 2005年 -
- レイセオン センチネル 装備予定